# Serviços de Alfândega (Macau)
Os Serviços de Alfândega da Região Administrativa Especial de Macau da República Popular da China (SA) (em chinês: 中華人民共和國澳門特別行政區海關) é um serviço público do Governo da Região Administrativa Especial de Macau, foi criado em 1 de Novembro de 2001. Os Serviços de Alfândega são liderados pelo Director-geral que é um dos titulares dos principais cargos e é nomeado pelo Conselho de Estado da República Popular da China (Governo Popular Central), sob proposta do Chefe do Executivo.

## Atribuições
- Prevenir, combater e reprimir a fraude aduaneira;
- Contribuir para a prevenção e repressão dos tráficos ilícitos;
- Assegurar a supervisão das operações do comércio externo e contribuir para o seu desenvolvimento, consolidando a afirmação da credibilidade internacional da RAEM;
- Assegurar a protecção dos direitos da propriedade intelectual nos termos legais;
- Contribuir para o cumprimento dos deveres internacionalmente assumidos pela RAEM no domínio alfandegário;
- Contribuir para a segurança e protecção de pessoas e bens e para a boa execução da política de segurança interna da RAEM;
- Intervir na protecção civil da RAEM e em situação de emergência [1].

## Legislação Orgânica
- Lei n.º 11/2001 [2]
  - Serviços de Alfândega da Região Administrativa Especial de Macau
- Regulamento Administrativo n.º 21/2001 [3]
  - Organização e Funcionamento dos Serviços de Alfândega
- Lei n.º 1/2002 [4]
  - Define a Autoridade de Polícia Criminal para o pessoal dos Serviços de Alfândega da Região Administrativa Especial de Macau
- Lei n.º 9/2002 [5]
  - Lei de Bases da Segurança Interna da Região Administrativa Especial de Macau

- Lei n.º 3/2003 [6]
  - Regime das carreiras, dos cargos e do estatuto remuneratório do pessoal alfandegário

- Regulamento Administrativo n.º 4/2003 [7]
  - Alteração do quadro de pessoal alfandegário e definição dos cargos e funções das categorias das carreiras do pessoal alfandegário

- Despacho do Chefe do Executivo n.º 135/2003 [8]
  - Aprova os modelos dos cartões de identificação para uso do director-geral dos Serviços de Alfândega da RAEM (SA), do pessoal dos mesmos Serviços que goza do estatuto de autoridade de polícia criminal, do pessoal alfandegário e do restante pessoal.

- Regulamento Administrativo n.º 1/2004 [9]
  - Regime de ingresso e acesso nas carreiras do pessoal alfandegário

- Lei n.º 4/2006 [10]
  - Alteração das escalas indiciárias de alguns grupos de pessoal dos serviços e corporações de segurança

- Lei n.º 2/2008 [11]
  - Reestruturação de carreiras nas Forças e Serviços de Segurança

- Regulamento Administrativo n.º 8/2008 [12]
  - Ajustamento dos quadros de pessoal das Forças e Serviços de Segurança
- Regulamento Administrativo n.º 14/2008 [13]
  - Altera o Regulamento Administrativo n.º 1/2004 que define o Regime de ingresso e acesso nas carreiras do pessoal alfandegário

- Regulamento Administrativo n.º 25/2008 [14]
  - Alterações à organização e funcionamento dos Serviços de Alfândega

- Ordem Executiva n.º 44/2010 [15]
  - Quadro de pessoal civil dos Serviços de Alfândega.

- Regulamento Administrativo n.º 4/2011 [16]
  - Alteração ao Regulamento Administrativo n.º 1/2004 que define o regime de ingresso e acesso nas carreiras do pessoal alfandegário

- Ordem Executiva n.º 65/2013 [17]
  - Alteração ao quadro de pessoal alfandegário dos Serviços de Alfândega.

- Lei n.º 6/2017 [18]
  - Controlo do transporte transfronteiriço de numerário e de instrumentos negociáveis ao portador

## Estrutura orgânica
|                                    |                                    |                                    |                                    |                                                                       |                                                                       |                                                                       |                                                                       |                                                                       |                                                                       |                                               |                                               |                                               |                                               |                                                                   |                                                                   |                                                                   |                                                                   |                                                                   |                                                                   |                                                |                                                |                                                                                       |                                                                                       |                                                                                       |                                                                                       |                                                                                       |                                                                                       |                                        |                                        | Director-geral                   |                                  |                                  |                                  |                                  |                                  |                                  |                                  |                                    |                                    |                                    |                                    |                                    |                                    |                                 |                                 |                                                |                                                |                                                |                                                |                                                |                                                |                                               |                                               |                                               |                                               |                               |                               |                                          |                                          |                                          |                                          |                                          |                                          |                    |                    |  |  |  |  |  |  |  |  |  |  |  |  |  |  |  |  |  |  |  |  |  |  |  |  |  |  |  |  |  |  |  |  |  |  |
|                                    |                                    |                                    |                                    |                                                                       |                                                                       |                                                                       |                                                                       |                                                                       |                                                                       |                                               |                                               |                                               |                                               |                                                                   |                                                                   |                                                                   |                                                                   |                                                                   |                                                                   | Gabinete de Auditoria Interna                  | Gabinete de Auditoria Interna                  | Gabinete de Auditoria Interna                                                         | Gabinete de Auditoria Interna                                                         | Gabinete de Auditoria Interna                                                         | Gabinete de Auditoria Interna                                                         |                                                                                       |                                                                                       |                                        |                                        |                                  |                                  |                                  |                                  |                                  |                                  |                                  |                                  |                                    |                                    |                                    |                                    | Conselho Administrativo            | Conselho Administrativo            | Conselho Administrativo         | Conselho Administrativo         | Conselho Administrativo                        | Conselho Administrativo                        |                                                |                                                |                                                |                                                |                                               |                                               |                                               |                                               |                               |                               |                                          |                                          |                                          |                                          |                                          |                                          |                    |                    |  |  |  |  |  |  |  |  |  |  |  |  |  |  |  |  |  |  |  |  |  |  |  |  |  |  |  |  |  |  |  |  |  |  |
|                                    |                                    |                                    |                                    |                                                                       |                                                                       |                                                                       |                                                                       |                                                                       |                                                                       |                                               |                                               |                                               |                                               |                                                                   |                                                                   |                                                                   |                                                                   |                                                                   |                                                                   | Gabinete de Auditoria Interna                  | Gabinete de Auditoria Interna                  | Gabinete de Auditoria Interna                                                         | Gabinete de Auditoria Interna                                                         | Gabinete de Auditoria Interna                                                         | Gabinete de Auditoria Interna                                                         |                                                                                       |                                                                                       |                                        |                                        |                                  |                                  |                                  |                                  |                                  |                                  |                                  |                                  |                                    |                                    |                                    |                                    | Conselho Administrativo            | Conselho Administrativo            | Conselho Administrativo         | Conselho Administrativo         | Conselho Administrativo                        | Conselho Administrativo                        |                                                |                                                |                                                |                                                |                                               |                                               |                                               |                                               |                               |                               |                                          |                                          |                                          |                                          |                                          |                                          |                    |                    |  |  |  |  |  |  |  |  |  |  |  |  |  |  |  |  |  |  |  |  |  |  |  |  |  |  |  |  |  |  |  |  |  |  |
|                                    |                                    |                                    |                                    |                                                                       |                                                                       |                                                                       |                                                                       |                                                                       |                                                                       |                                               |                                               |                                               |                                               |                                                                   |                                                                   |                                                                   |                                                                   |                                                                   |                                                                   |                                                |                                                |                                                                                       |                                                                                       |                                                                                       |                                                                                       |                                                                                       |                                                                                       |                                        |                                        |                                  |                                  |                                  |                                  |                                  |                                  |                                  |                                  |                                    |                                    |                                    |                                    |                                    |                                    |                                 |                                 |                                                |                                                |                                                |                                                |                                                |                                                |                                               |                                               |                                               |                                               |                               |                               |                                          |                                          |                                          |                                          |                                          |                                          |                    |                    |  |  |  |  |  |  |  |  |  |  |  |  |  |  |  |  |  |  |  |  |  |  |  |  |  |  |  |  |  |  |  |  |  |  |
|                                    |                                    |                                    |                                    |                                                                       |                                                                       |                                                                       |                                                                       |                                                                       |                                                                       |                                               |                                               |                                               |                                               |                                                                   |                                                                   |                                                                   |                                                                   |                                                                   |                                                                   | Conselho Disciplinar                           | Conselho Disciplinar                           | Conselho Disciplinar                                                                  | Conselho Disciplinar                                                                  | Conselho Disciplinar                                                                  | Conselho Disciplinar                                                                  |                                                                                       |                                                                                       |                                        |                                        |                                  |                                  |                                  |                                  |                                  |                                  |                                  |                                  |                                    |                                    |                                    |                                    | Gabinete de Assessoria Técnica     | Gabinete de Assessoria Técnica     | Gabinete de Assessoria Técnica  | Gabinete de Assessoria Técnica  | Gabinete de Assessoria Técnica                 | Gabinete de Assessoria Técnica                 |                                                |                                                |                                                |                                                |                                               |                                               |                                               |                                               |                               |                               |                                          |                                          |                                          |                                          |                                          |                                          |                    |                    |  |  |  |  |  |  |  |  |  |  |  |  |  |  |  |  |  |  |  |  |  |  |  |  |  |  |  |  |  |  |  |  |  |  |
|                                    |                                    |                                    |                                    |                                                                       |                                                                       |                                                                       |                                                                       |                                                                       |                                                                       |                                               |                                               |                                               |                                               |                                                                   |                                                                   |                                                                   |                                                                   |                                                                   |                                                                   | Conselho Disciplinar                           | Conselho Disciplinar                           | Conselho Disciplinar                                                                  | Conselho Disciplinar                                                                  | Conselho Disciplinar                                                                  | Conselho Disciplinar                                                                  |                                                                                       |                                                                                       |                                        |                                        |                                  |                                  |                                  |                                  |                                  |                                  |                                  |                                  |                                    |                                    |                                    |                                    | Gabinete de Assessoria Técnica     | Gabinete de Assessoria Técnica     | Gabinete de Assessoria Técnica  | Gabinete de Assessoria Técnica  | Gabinete de Assessoria Técnica                 | Gabinete de Assessoria Técnica                 |                                                |                                                |                                                |                                                |                                               |                                               |                                               |                                               |                               |                               |                                          |                                          |                                          |                                          |                                          |                                          |                    |                    |  |  |  |  |  |  |  |  |  |  |  |  |  |  |  |  |  |  |  |  |  |  |  |  |  |  |  |  |  |  |  |  |  |  |
|                                    |                                    |                                    |                                    |                                                                       |                                                                       |                                                                       |                                                                       |                                                                       |                                                                       |                                               |                                               |                                               |                                               |                                                                   |                                                                   |                                                                   |                                                                   |                                                                   |                                                                   |                                                |                                                |                                                                                       |                                                                                       |                                                                                       |                                                                                       |                                                                                       |                                                                                       |                                        |                                        | Subdirector-geral                |                                  |                                  |                                  |                                  |                                  |                                  |                                  |                                    |                                    |                                    |                                    |                                    |                                    |                                 |                                 |                                                |                                                |                                                |                                                |                                                |                                                |                                               |                                               |                                               |                                               |                               |                               |                                          |                                          |                                          |                                          |                                          |                                          |                    |                    |  |  |  |  |  |  |  |  |  |  |  |  |  |  |  |  |  |  |  |  |  |  |  |  |  |  |  |  |  |  |  |  |  |  |
|                                    |                                    |                                    |                                    |                                                                       |                                                                       |                                                                       |                                                                       |                                                                       |                                                                       |                                               |                                               |                                               |                                               |                                                                   |                                                                   |                                                                   |                                                                   |                                                                   |                                                                   | Divisão de Disciplina e Apoio Jurídico         | Divisão de Disciplina e Apoio Jurídico         | Divisão de Disciplina e Apoio Jurídico                                                | Divisão de Disciplina e Apoio Jurídico                                                | Divisão de Disciplina e Apoio Jurídico                                                | Divisão de Disciplina e Apoio Jurídico                                                |                                                                                       |                                                                                       |                                        |                                        |                                  |                                  |                                  |                                  |                                  |                                  |                                  |                                  |                                    |                                    |                                    |                                    | Centro de Formação Alfandegária    | Centro de Formação Alfandegária    | Centro de Formação Alfandegária | Centro de Formação Alfandegária | Centro de Formação Alfandegária                | Centro de Formação Alfandegária                |                                                |                                                |                                                |                                                |                                               |                                               |                                               |                                               |                               |                               |                                          |                                          |                                          |                                          |                                          |                                          |                    |                    |  |  |  |  |  |  |  |  |  |  |  |  |  |  |  |  |  |  |  |  |  |  |  |  |  |  |  |  |  |  |  |  |  |  |
|                                    |                                    |                                    |                                    |                                                                       |                                                                       |                                                                       |                                                                       |                                                                       |                                                                       |                                               |                                               |                                               |                                               |                                                                   |                                                                   |                                                                   |                                                                   |                                                                   |                                                                   | Divisão de Disciplina e Apoio Jurídico         | Divisão de Disciplina e Apoio Jurídico         | Divisão de Disciplina e Apoio Jurídico                                                | Divisão de Disciplina e Apoio Jurídico                                                | Divisão de Disciplina e Apoio Jurídico                                                | Divisão de Disciplina e Apoio Jurídico                                                |                                                                                       |                                                                                       |                                        |                                        |                                  |                                  |                                  |                                  |                                  |                                  |                                  |                                  |                                    |                                    |                                    |                                    | Centro de Formação Alfandegária    | Centro de Formação Alfandegária    | Centro de Formação Alfandegária | Centro de Formação Alfandegária | Centro de Formação Alfandegária                | Centro de Formação Alfandegária                |                                                |                                                |                                                |                                                |                                               |                                               |                                               |                                               |                               |                               |                                          |                                          |                                          |                                          |                                          |                                          |                    |                    |  |  |  |  |  |  |  |  |  |  |  |  |  |  |  |  |  |  |  |  |  |  |  |  |  |  |  |  |  |  |  |  |  |  |
|                                    |                                    |                                    |                                    |                                                                       |                                                                       |                                                                       |                                                                       |                                                                       |                                                                       |                                               |                                               |                                               |                                               |                                                                   |                                                                   |                                                                   |                                                                   |                                                                   |                                                                   |                                                |                                                |                                                                                       |                                                                                       |                                                                                       |                                                                                       |                                                                                       |                                                                                       |                                        |                                        | Adjuntos de Director-geral (X2)  |                                  |                                  |                                  |                                  |                                  |                                  |                                  |                                    |                                    |                                    |                                    |                                    |                                    |                                 |                                 |                                                |                                                |                                                |                                                |                                                |                                                |                                               |                                               |                                               |                                               |                               |                               |                                          |                                          |                                          |                                          |                                          |                                          |                    |                    |  |  |  |  |  |  |  |  |  |  |  |  |  |  |  |  |  |  |  |  |  |  |  |  |  |  |  |  |  |  |  |  |  |  |
|                                    |                                    |                                    |                                    |                                                                       |                                                                       |                                                                       |                                                                       |                                                                       |                                                                       |                                               |                                               |                                               |                                               |                                                                   |                                                                   |                                                                   |                                                                   |                                                                   |                                                                   |                                                |                                                |                                                                                       |                                                                                       |                                                                                       |                                                                                       |                                                                                       |                                                                                       |                                        |                                        |                                  |                                  |                                  |                                  |                                  |                                  |                                  |                                  |                                    |                                    |                                    |                                    |                                    |                                    |                                 |                                 |                                                |                                                |                                                |                                                |                                                |                                                |                                               |                                               |                                               |                                               |                               |                               |                                          |                                          |                                          |                                          |                                          |                                          |                    |                    |  |  |  |  |  |  |  |  |  |  |  |  |  |  |  |  |  |  |  |  |  |  |  |  |  |  |  |  |  |  |  |  |  |  |
|                                    |                                    |                                    |                                    |                                                                       |                                                                       |                                                                       |                                                                       |                                                                       |                                                                       |                                               |                                               |                                               |                                               |                                                                   |                                                                   |                                                                   |                                                                   |                                                                   |                                                                   |                                                |                                                |                                                                                       |                                                                                       |                                                                                       |                                                                                       |                                                                                       |                                                                                       |                                        |                                        |                                  |                                  |                                  |                                  |                                  |                                  |                                  |                                  |                                    |                                    |                                    |                                    |                                    |                                    |                                 |                                 |                                                |                                                |                                                |                                                |                                                |                                                |                                               |                                               |                                               |                                               |                               |                               |                                          |                                          |                                          |                                          |                                          |                                          |                    |                    |  |  |  |  |  |  |  |  |  |  |  |  |  |  |  |  |  |  |  |  |  |  |  |  |  |  |  |  |  |  |  |  |  |  |
|                                    |                                    |                                    |                                    | Departamento de Gestão Operacional                                    | Departamento de Gestão Operacional                                    | Departamento de Gestão Operacional                                    | Departamento de Gestão Operacional                                    | Departamento de Gestão Operacional                                    | Departamento de Gestão Operacional                                    |                                               |                                               |                                               |                                               | Departamento de Fiscalização Alfandegária dos Postos Fronteiriços | Departamento de Fiscalização Alfandegária dos Postos Fronteiriços | Departamento de Fiscalização Alfandegária dos Postos Fronteiriços | Departamento de Fiscalização Alfandegária dos Postos Fronteiriços | Departamento de Fiscalização Alfandegária dos Postos Fronteiriços | Departamento de Fiscalização Alfandegária dos Postos Fronteiriços |                                                |                                                |                                                                                       |                                                                                       | Departamento d Propriedade Intelectual                                                | Departamento d Propriedade Intelectual                                                | Departamento d Propriedade Intelectual                                                | Departamento d Propriedade Intelectual                                                | Departamento d Propriedade Intelectual | Departamento d Propriedade Intelectual |                                  |                                  |                                  |                                  |                                  |                                  |                                  |                                  | Departamento de Inspecção Marítima | Departamento de Inspecção Marítima | Departamento de Inspecção Marítima | Departamento de Inspecção Marítima | Departamento de Inspecção Marítima | Departamento de Inspecção Marítima |                                 |                                 |                                                |                                                |                                                |                                                | Departamento de Informática e de Comunicações  | Departamento de Informática e de Comunicações  | Departamento de Informática e de Comunicações | Departamento de Informática e de Comunicações | Departamento de Informática e de Comunicações | Departamento de Informática e de Comunicações |                               |                               | Departamento Administrativo e Financeiro | Departamento Administrativo e Financeiro | Departamento Administrativo e Financeiro | Departamento Administrativo e Financeiro | Departamento Administrativo e Financeiro | Departamento Administrativo e Financeiro |                    |                    |  |  |  |  |  |  |  |  |  |  |  |  |  |  |  |  |  |  |  |  |  |  |  |  |  |  |  |  |  |  |  |  |  |  |
|                                    |                                    |                                    |                                    | Departamento de Gestão Operacional                                    | Departamento de Gestão Operacional                                    | Departamento de Gestão Operacional                                    | Departamento de Gestão Operacional                                    | Departamento de Gestão Operacional                                    | Departamento de Gestão Operacional                                    |                                               |                                               |                                               |                                               | Departamento de Fiscalização Alfandegária dos Postos Fronteiriços | Departamento de Fiscalização Alfandegária dos Postos Fronteiriços | Departamento de Fiscalização Alfandegária dos Postos Fronteiriços | Departamento de Fiscalização Alfandegária dos Postos Fronteiriços | Departamento de Fiscalização Alfandegária dos Postos Fronteiriços | Departamento de Fiscalização Alfandegária dos Postos Fronteiriços |                                                |                                                |                                                                                       |                                                                                       | Departamento d Propriedade Intelectual                                                | Departamento d Propriedade Intelectual                                                | Departamento d Propriedade Intelectual                                                | Departamento d Propriedade Intelectual                                                | Departamento d Propriedade Intelectual | Departamento d Propriedade Intelectual |                                  |                                  |                                  |                                  |                                  |                                  |                                  |                                  | Departamento de Inspecção Marítima | Departamento de Inspecção Marítima | Departamento de Inspecção Marítima | Departamento de Inspecção Marítima | Departamento de Inspecção Marítima | Departamento de Inspecção Marítima |                                 |                                 |                                                |                                                |                                                |                                                | Departamento de Informática e de Comunicações  | Departamento de Informática e de Comunicações  | Departamento de Informática e de Comunicações | Departamento de Informática e de Comunicações | Departamento de Informática e de Comunicações | Departamento de Informática e de Comunicações |                               |                               | Departamento Administrativo e Financeiro | Departamento Administrativo e Financeiro | Departamento Administrativo e Financeiro | Departamento Administrativo e Financeiro | Departamento Administrativo e Financeiro | Departamento Administrativo e Financeiro |                    |                    |  |  |  |  |  |  |  |  |  |  |  |  |  |  |  |  |  |  |  |  |  |  |  |  |  |  |  |  |  |  |  |  |  |  |
|                                    |                                    |                                    |                                    |                                                                       |                                                                       |                                                                       |                                                                       |                                                                       |                                                                       |                                               |                                               |                                               |                                               |                                                                   |                                                                   |                                                                   |                                                                   |                                                                   |                                                                   |                                                |                                                |                                                                                       |                                                                                       |                                                                                       |                                                                                       |                                                                                       |                                                                                       |                                        |                                        |                                  |                                  |                                  |                                  |                                  |                                  |                                  |                                  |                                    |                                    |                                    |                                    |                                    |                                    |                                 |                                 |                                                |                                                |                                                |                                                |                                                |                                                |                                               |                                               |                                               |                                               |                               |                               |                                          |                                          |                                          |                                          |                                          |                                          |                    |                    |  |  |  |  |  |  |  |  |  |  |  |  |  |  |  |  |  |  |  |  |  |  |  |  |  |  |  |  |  |  |  |  |  |  |
| Divisão de Planeamento Operacional | Divisão de Planeamento Operacional | Divisão de Planeamento Operacional | Divisão de Planeamento Operacional | Divisão de Planeamento Operacional                                    | Divisão de Planeamento Operacional                                    |                                                                       |                                                                       | Divisão de Informações                                                | Divisão de Informações                                                | Divisão de Informações                        | Divisão de Informações                        | Divisão de Informações                        | Divisão de Informações                        |                                                                   |                                                                   |                                                                   |                                                                   |                                                                   |                                                                   | Divisão de Inspecção                           | Divisão de Inspecção                           | Divisão de Inspecção                                                                  | Divisão de Inspecção                                                                  | Divisão de Inspecção                                                                  | Divisão de Inspecção                                                                  |                                                                                       |                                                                                       | Divisão Técnica e de Contencioso       | Divisão Técnica e de Contencioso       | Divisão Técnica e de Contencioso | Divisão Técnica e de Contencioso | Divisão Técnica e de Contencioso | Divisão Técnica e de Contencioso |                                  |                                  |                                  |                                  |                                    |                                    |                                    |                                    |                                    |                                    | Divisão de Recursos Humanos     | Divisão de Recursos Humanos     | Divisão de Recursos Humanos                    | Divisão de Recursos Humanos                    | Divisão de Recursos Humanos                    | Divisão de Recursos Humanos                    |                                                |                                                | Divisão de Recursos Materiais                 | Divisão de Recursos Materiais                 | Divisão de Recursos Materiais                 | Divisão de Recursos Materiais                 | Divisão de Recursos Materiais | Divisão de Recursos Materiais |                                          |                                          | Divisão Financeira                       | Divisão Financeira                       | Divisão Financeira                       | Divisão Financeira                       | Divisão Financeira | Divisão Financeira |  |  |  |  |  |  |  |  |  |  |  |  |  |  |  |  |  |  |  |  |  |  |  |  |  |  |  |  |  |  |  |  |  |  |
| Divisão de Planeamento Operacional | Divisão de Planeamento Operacional | Divisão de Planeamento Operacional | Divisão de Planeamento Operacional | Divisão de Planeamento Operacional                                    | Divisão de Planeamento Operacional                                    |                                                                       |                                                                       | Divisão de Informações                                                | Divisão de Informações                                                | Divisão de Informações                        | Divisão de Informações                        | Divisão de Informações                        | Divisão de Informações                        |                                                                   |                                                                   |                                                                   |                                                                   |                                                                   |                                                                   | Divisão de Inspecção                           | Divisão de Inspecção                           | Divisão de Inspecção                                                                  | Divisão de Inspecção                                                                  | Divisão de Inspecção                                                                  | Divisão de Inspecção                                                                  |                                                                                       |                                                                                       | Divisão Técnica e de Contencioso       | Divisão Técnica e de Contencioso       | Divisão Técnica e de Contencioso | Divisão Técnica e de Contencioso | Divisão Técnica e de Contencioso | Divisão Técnica e de Contencioso |                                  |                                  |                                  |                                  |                                    |                                    |                                    |                                    |                                    |                                    | Divisão de Recursos Humanos     | Divisão de Recursos Humanos     | Divisão de Recursos Humanos                    | Divisão de Recursos Humanos                    | Divisão de Recursos Humanos                    | Divisão de Recursos Humanos                    |                                                |                                                | Divisão de Recursos Materiais                 | Divisão de Recursos Materiais                 | Divisão de Recursos Materiais                 | Divisão de Recursos Materiais                 | Divisão de Recursos Materiais | Divisão de Recursos Materiais |                                          |                                          | Divisão Financeira                       | Divisão Financeira                       | Divisão Financeira                       | Divisão Financeira                       | Divisão Financeira | Divisão Financeira |  |  |  |  |  |  |  |  |  |  |  |  |  |  |  |  |  |  |  |  |  |  |  |  |  |  |  |  |  |  |  |  |  |  |
|                                    |                                    |                                    |                                    |                                                                       |                                                                       |                                                                       |                                                                       |                                                                       |                                                                       |                                               |                                               |                                               |                                               |                                                                   |                                                                   |                                                                   |                                                                   |                                                                   |                                                                   |                                                |                                                |                                                                                       |                                                                                       |                                                                                       |                                                                                       |                                                                                       |                                                                                       |                                        |                                        |                                  |                                  |                                  |                                  |                                  |                                  |                                  |                                  |                                    |                                    |                                    |                                    |                                    |                                    |                                 |                                 |                                                |                                                |                                                |                                                |                                                |                                                |                                               |                                               |                                               |                                               |                               |                               |                                          |                                          |                                          |                                          |                                          |                                          |                    |                    |  |  |  |  |  |  |  |  |  |  |  |  |  |  |  |  |  |  |  |  |  |  |  |  |  |  |  |  |  |  |  |  |  |  |
|                                    |                                    |                                    |                                    |                                                                       |                                                                       |                                                                       |                                                                       | Divisão de Fiscalização Alfandegária de Macau                         | Divisão de Fiscalização Alfandegária de Macau                         | Divisão de Fiscalização Alfandegária de Macau | Divisão de Fiscalização Alfandegária de Macau | Divisão de Fiscalização Alfandegária de Macau | Divisão de Fiscalização Alfandegária de Macau |                                                                   |                                                                   |                                                                   |                                                                   | Divisão de Fiscalização Alfandegária das Ilhas                    | Divisão de Fiscalização Alfandegária das Ilhas                    | Divisão de Fiscalização Alfandegária das Ilhas | Divisão de Fiscalização Alfandegária das Ilhas | Divisão de Fiscalização Alfandegária das Ilhas                                        | Divisão de Fiscalização Alfandegária das Ilhas                                        |                                                                                       |                                                                                       |                                                                                       |                                                                                       |                                        |                                        |                                  |                                  |                                  |                                  | Divisão de Policiamento Marítimo | Divisão de Policiamento Marítimo | Divisão de Policiamento Marítimo | Divisão de Policiamento Marítimo | Divisão de Policiamento Marítimo   | Divisão de Policiamento Marítimo   |                                    |                                    | Divisão de Policiamento Litoral    | Divisão de Policiamento Litoral    | Divisão de Policiamento Litoral | Divisão de Policiamento Litoral | Divisão de Policiamento Litoral                | Divisão de Policiamento Litoral                |                                                |                                                |                                                |                                                |                                               |                                               |                                               |                                               |                               |                               |                                          |                                          |                                          |                                          |                                          |                                          |                    |                    |  |  |  |  |  |  |  |  |  |  |  |  |  |  |  |  |  |  |  |  |  |  |  |  |  |  |  |  |  |  |  |  |  |  |
|                                    |                                    |                                    |                                    |                                                                       |                                                                       |                                                                       |                                                                       | Divisão de Fiscalização Alfandegária de Macau                         | Divisão de Fiscalização Alfandegária de Macau                         | Divisão de Fiscalização Alfandegária de Macau | Divisão de Fiscalização Alfandegária de Macau | Divisão de Fiscalização Alfandegária de Macau | Divisão de Fiscalização Alfandegária de Macau |                                                                   |                                                                   |                                                                   |                                                                   | Divisão de Fiscalização Alfandegária das Ilhas                    | Divisão de Fiscalização Alfandegária das Ilhas                    | Divisão de Fiscalização Alfandegária das Ilhas | Divisão de Fiscalização Alfandegária das Ilhas | Divisão de Fiscalização Alfandegária das Ilhas                                        | Divisão de Fiscalização Alfandegária das Ilhas                                        |                                                                                       |                                                                                       |                                                                                       |                                                                                       |                                        |                                        |                                  |                                  |                                  |                                  | Divisão de Policiamento Marítimo | Divisão de Policiamento Marítimo | Divisão de Policiamento Marítimo | Divisão de Policiamento Marítimo | Divisão de Policiamento Marítimo   | Divisão de Policiamento Marítimo   |                                    |                                    | Divisão de Policiamento Litoral    | Divisão de Policiamento Litoral    | Divisão de Policiamento Litoral | Divisão de Policiamento Litoral | Divisão de Policiamento Litoral                | Divisão de Policiamento Litoral                |                                                |                                                |                                                |                                                |                                               |                                               |                                               |                                               |                               |                               |                                          |                                          |                                          |                                          |                                          |                                          |                    |                    |  |  |  |  |  |  |  |  |  |  |  |  |  |  |  |  |  |  |  |  |  |  |  |  |  |  |  |  |  |  |  |  |  |  |
|                                    |                                    |                                    |                                    | Posto Alfandegário das Portas do Cerco Posto                          | Posto Alfandegário das Portas do Cerco Posto                          | Posto Alfandegário das Portas do Cerco Posto                          | Posto Alfandegário das Portas do Cerco Posto                          | Posto Alfandegário das Portas do Cerco Posto                          | Posto Alfandegário das Portas do Cerco Posto                          |                                               |                                               |                                               |                                               |                                                                   |                                                                   |                                                                   |                                                                   |                                                                   |                                                                   |                                                |                                                | Alfandegário do Aeroporto Internacional de Macau                                      | Alfandegário do Aeroporto Internacional de Macau                                      | Alfandegário do Aeroporto Internacional de Macau                                      | Alfandegário do Aeroporto Internacional de Macau                                      | Alfandegário do Aeroporto Internacional de Macau                                      | Alfandegário do Aeroporto Internacional de Macau                                      |                                        |                                        | Flotilha de Meios Navais         | Flotilha de Meios Navais         | Flotilha de Meios Navais         | Flotilha de Meios Navais         | Flotilha de Meios Navais         | Flotilha de Meios Navais         |                                  |                                  |                                    |                                    |                                    |                                    |                                    |                                    |                                 |                                 | Posto Alfandegário de Policionamento de Macau  | Posto Alfandegário de Policionamento de Macau  | Posto Alfandegário de Policionamento de Macau  | Posto Alfandegário de Policionamento de Macau  | Posto Alfandegário de Policionamento de Macau  | Posto Alfandegário de Policionamento de Macau  |                                               |                                               |                                               |                                               |                               |                               |                                          |                                          |                                          |                                          |                                          |                                          |                    |                    |  |  |  |  |  |  |  |  |  |  |  |  |  |  |  |  |  |  |  |  |  |  |  |  |  |  |  |  |  |  |  |  |  |  |
|                                    |                                    |                                    |                                    | Posto Alfandegário das Portas do Cerco Posto                          | Posto Alfandegário das Portas do Cerco Posto                          | Posto Alfandegário das Portas do Cerco Posto                          | Posto Alfandegário das Portas do Cerco Posto                          | Posto Alfandegário das Portas do Cerco Posto                          | Posto Alfandegário das Portas do Cerco Posto                          |                                               |                                               |                                               |                                               |                                                                   |                                                                   |                                                                   |                                                                   |                                                                   |                                                                   |                                                |                                                | Alfandegário do Aeroporto Internacional de Macau                                      | Alfandegário do Aeroporto Internacional de Macau                                      | Alfandegário do Aeroporto Internacional de Macau                                      | Alfandegário do Aeroporto Internacional de Macau                                      | Alfandegário do Aeroporto Internacional de Macau                                      | Alfandegário do Aeroporto Internacional de Macau                                      |                                        |                                        | Flotilha de Meios Navais         | Flotilha de Meios Navais         | Flotilha de Meios Navais         | Flotilha de Meios Navais         | Flotilha de Meios Navais         | Flotilha de Meios Navais         |                                  |                                  |                                    |                                    |                                    |                                    |                                    |                                    |                                 |                                 | Posto Alfandegário de Policionamento de Macau  | Posto Alfandegário de Policionamento de Macau  | Posto Alfandegário de Policionamento de Macau  | Posto Alfandegário de Policionamento de Macau  | Posto Alfandegário de Policionamento de Macau  | Posto Alfandegário de Policionamento de Macau  |                                               |                                               |                                               |                                               |                               |                               |                                          |                                          |                                          |                                          |                                          |                                          |                    |                    |  |  |  |  |  |  |  |  |  |  |  |  |  |  |  |  |  |  |  |  |  |  |  |  |  |  |  |  |  |  |  |  |  |  |
|                                    |                                    |                                    |                                    |                                                                       |                                                                       |                                                                       |                                                                       |                                                                       |                                                                       |                                               |                                               |                                               |                                               |                                                                   |                                                                   |                                                                   |                                                                   |                                                                   |                                                                   |                                                |                                                |                                                                                       |                                                                                       |                                                                                       |                                                                                       |                                                                                       |                                                                                       |                                        |                                        |                                  |                                  |                                  |                                  |                                  |                                  |                                  |                                  |                                    |                                    |                                    |                                    |                                    |                                    |                                 |                                 |                                                |                                                |                                                |                                                |                                                |                                                |                                               |                                               |                                               |                                               |                               |                               |                                          |                                          |                                          |                                          |                                          |                                          |                    |                    |  |  |  |  |  |  |  |  |  |  |  |  |  |  |  |  |  |  |  |  |  |  |  |  |  |  |  |  |  |  |  |  |  |  |
|                                    |                                    |                                    |                                    | Posto Alfandegário do Porto Interior                                  | Posto Alfandegário do Porto Interior                                  | Posto Alfandegário do Porto Interior                                  | Posto Alfandegário do Porto Interior                                  | Posto Alfandegário do Porto Interior                                  | Posto Alfandegário do Porto Interior                                  |                                               |                                               |                                               |                                               |                                                                   |                                                                   |                                                                   |                                                                   |                                                                   |                                                                   |                                                |                                                | Posto Alfandegário da Zona do Posto Fronteiriço de Macau do Posto Fronteiriço Hengqin | Posto Alfandegário da Zona do Posto Fronteiriço de Macau do Posto Fronteiriço Hengqin | Posto Alfandegário da Zona do Posto Fronteiriço de Macau do Posto Fronteiriço Hengqin | Posto Alfandegário da Zona do Posto Fronteiriço de Macau do Posto Fronteiriço Hengqin | Posto Alfandegário da Zona do Posto Fronteiriço de Macau do Posto Fronteiriço Hengqin | Posto Alfandegário da Zona do Posto Fronteiriço de Macau do Posto Fronteiriço Hengqin |                                        |                                        |                                  |                                  |                                  |                                  |                                  |                                  |                                  |                                  |                                    |                                    |                                    |                                    |                                    |                                    |                                 |                                 | Posto Alfandegário de Policionamento das Ilhas | Posto Alfandegário de Policionamento das Ilhas | Posto Alfandegário de Policionamento das Ilhas | Posto Alfandegário de Policionamento das Ilhas | Posto Alfandegário de Policionamento das Ilhas | Posto Alfandegário de Policionamento das Ilhas |                                               |                                               |                                               |                                               |                               |                               |                                          |                                          |                                          |                                          |                                          |                                          |                    |                    |  |  |  |  |  |  |  |  |  |  |  |  |  |  |  |  |  |  |  |  |  |  |  |  |  |  |  |  |  |  |  |  |  |  |
|                                    |                                    |                                    |                                    | Posto Alfandegário do Porto Interior                                  | Posto Alfandegário do Porto Interior                                  | Posto Alfandegário do Porto Interior                                  | Posto Alfandegário do Porto Interior                                  | Posto Alfandegário do Porto Interior                                  | Posto Alfandegário do Porto Interior                                  |                                               |                                               |                                               |                                               |                                                                   |                                                                   |                                                                   |                                                                   |                                                                   |                                                                   |                                                |                                                | Posto Alfandegário da Zona do Posto Fronteiriço de Macau do Posto Fronteiriço Hengqin | Posto Alfandegário da Zona do Posto Fronteiriço de Macau do Posto Fronteiriço Hengqin | Posto Alfandegário da Zona do Posto Fronteiriço de Macau do Posto Fronteiriço Hengqin | Posto Alfandegário da Zona do Posto Fronteiriço de Macau do Posto Fronteiriço Hengqin | Posto Alfandegário da Zona do Posto Fronteiriço de Macau do Posto Fronteiriço Hengqin | Posto Alfandegário da Zona do Posto Fronteiriço de Macau do Posto Fronteiriço Hengqin |                                        |                                        |                                  |                                  |                                  |                                  |                                  |                                  |                                  |                                  |                                    |                                    |                                    |                                    |                                    |                                    |                                 |                                 | Posto Alfandegário de Policionamento das Ilhas | Posto Alfandegário de Policionamento das Ilhas | Posto Alfandegário de Policionamento das Ilhas | Posto Alfandegário de Policionamento das Ilhas | Posto Alfandegário de Policionamento das Ilhas | Posto Alfandegário de Policionamento das Ilhas |                                               |                                               |                                               |                                               |                               |                               |                                          |                                          |                                          |                                          |                                          |                                          |                    |                    |  |  |  |  |  |  |  |  |  |  |  |  |  |  |  |  |  |  |  |  |  |  |  |  |  |  |  |  |  |  |  |  |  |  |
|                                    |                                    |                                    |                                    |                                                                       |                                                                       |                                                                       |                                                                       |                                                                       |                                                                       |                                               |                                               |                                               |                                               |                                                                   |                                                                   |                                                                   |                                                                   |                                                                   |                                                                   |                                                |                                                |                                                                                       |                                                                                       |                                                                                       |                                                                                       |                                                                                       |                                                                                       |                                        |                                        |                                  |                                  |                                  |                                  |                                  |                                  |                                  |                                  |                                    |                                    |                                    |                                    |                                    |                                    |                                 |                                 |                                                |                                                |                                                |                                                |                                                |                                                |                                               |                                               |                                               |                                               |                               |                               |                                          |                                          |                                          |                                          |                                          |                                          |                    |                    |  |  |  |  |  |  |  |  |  |  |  |  |  |  |  |  |  |  |  |  |  |  |  |  |  |  |  |  |  |  |  |  |  |  |
|                                    |                                    |                                    |                                    | Posto Alfandegário do Porto Exterior                                  | Posto Alfandegário do Porto Exterior                                  | Posto Alfandegário do Porto Exterior                                  | Posto Alfandegário do Porto Exterior                                  | Posto Alfandegário do Porto Exterior                                  | Posto Alfandegário do Porto Exterior                                  |                                               |                                               |                                               |                                               |                                                                   |                                                                   |                                                                   |                                                                   |                                                                   |                                                                   |                                                |                                                | Posto Alfandegário do Porto de Coloane e de Ká-Ho                                     | Posto Alfandegário do Porto de Coloane e de Ká-Ho                                     | Posto Alfandegário do Porto de Coloane e de Ká-Ho                                     | Posto Alfandegário do Porto de Coloane e de Ká-Ho                                     | Posto Alfandegário do Porto de Coloane e de Ká-Ho                                     | Posto Alfandegário do Porto de Coloane e de Ká-Ho                                     |                                        |                                        |                                  |                                  |                                  |                                  |                                  |                                  |                                  |                                  |                                    |                                    |                                    |                                    |                                    |                                    |                                 |                                 |                                                |                                                |                                                |                                                |                                                |                                                |                                               |                                               |                                               |                                               |                               |                               |                                          |                                          |                                          |                                          |                                          |                                          |                    |                    |  |  |  |  |  |  |  |  |  |  |  |  |  |  |  |  |  |  |  |  |  |  |  |  |  |  |  |  |  |  |  |  |  |  |
|                                    |                                    |                                    |                                    | Posto Alfandegário do Porto Exterior                                  | Posto Alfandegário do Porto Exterior                                  | Posto Alfandegário do Porto Exterior                                  | Posto Alfandegário do Porto Exterior                                  | Posto Alfandegário do Porto Exterior                                  | Posto Alfandegário do Porto Exterior                                  |                                               |                                               |                                               |                                               |                                                                   |                                                                   |                                                                   |                                                                   |                                                                   |                                                                   |                                                |                                                | Posto Alfandegário do Porto de Coloane e de Ká-Ho                                     | Posto Alfandegário do Porto de Coloane e de Ká-Ho                                     | Posto Alfandegário do Porto de Coloane e de Ká-Ho                                     | Posto Alfandegário do Porto de Coloane e de Ká-Ho                                     | Posto Alfandegário do Porto de Coloane e de Ká-Ho                                     | Posto Alfandegário do Porto de Coloane e de Ká-Ho                                     |                                        |                                        |                                  |                                  |                                  |                                  |                                  |                                  |                                  |                                  |                                    |                                    |                                    |                                    |                                    |                                    |                                 |                                 |                                                |                                                |                                                |                                                |                                                |                                                |                                               |                                               |                                               |                                               |                               |                               |                                          |                                          |                                          |                                          |                                          |                                          |                    |                    |  |  |  |  |  |  |  |  |  |  |  |  |  |  |  |  |  |  |  |  |  |  |  |  |  |  |  |  |  |  |  |  |  |  |
|                                    |                                    |                                    |                                    |                                                                       |                                                                       |                                                                       |                                                                       |                                                                       |                                                                       |                                               |                                               |                                               |                                               |                                                                   |                                                                   |                                                                   |                                                                   |                                                                   |                                                                   |                                                |                                                |                                                                                       |                                                                                       |                                                                                       |                                                                                       |                                                                                       |                                                                                       |                                        |                                        |                                  |                                  |                                  |                                  |                                  |                                  |                                  |                                  |                                    |                                    |                                    |                                    |                                    |                                    |                                 |                                 |                                                |                                                |                                                |                                                |                                                |                                                |                                               |                                               |                                               |                                               |                               |                               |                                          |                                          |                                          |                                          |                                          |                                          |                    |                    |  |  |  |  |  |  |  |  |  |  |  |  |  |  |  |  |  |  |  |  |  |  |  |  |  |  |  |  |  |  |  |  |  |  |
|                                    |                                    |                                    |                                    | Posto Alfandegário do Parque Industrial Transfronteiriço Zhuhai-Macau | Posto Alfandegário do Parque Industrial Transfronteiriço Zhuhai-Macau | Posto Alfandegário do Parque Industrial Transfronteiriço Zhuhai-Macau | Posto Alfandegário do Parque Industrial Transfronteiriço Zhuhai-Macau | Posto Alfandegário do Parque Industrial Transfronteiriço Zhuhai-Macau | Posto Alfandegário do Parque Industrial Transfronteiriço Zhuhai-Macau |                                               |                                               |                                               |                                               |                                                                   |                                                                   |                                                                   |                                                                   |                                                                   |                                                                   |                                                |                                                | Posto Alfandegário de Terminal Marítimo de Passageiros de Taipa                       | Posto Alfandegário de Terminal Marítimo de Passageiros de Taipa                       | Posto Alfandegário de Terminal Marítimo de Passageiros de Taipa                       | Posto Alfandegário de Terminal Marítimo de Passageiros de Taipa                       | Posto Alfandegário de Terminal Marítimo de Passageiros de Taipa                       | Posto Alfandegário de Terminal Marítimo de Passageiros de Taipa                       |                                        |                                        |                                  |                                  |                                  |                                  |                                  |                                  |                                  |                                  |                                    |                                    |                                    |                                    |                                    |                                    |                                 |                                 |                                                |                                                |                                                |                                                |                                                |                                                |                                               |                                               |                                               |                                               |                               |                               |                                          |                                          |                                          |                                          |                                          |                                          |                    |                    |  |  |  |  |  |  |  |  |  |  |  |  |  |  |  |  |  |  |  |  |  |  |  |  |  |  |  |  |  |  |  |  |  |  |
|                                    |                                    |                                    |                                    | Posto Alfandegário do Parque Industrial Transfronteiriço Zhuhai-Macau | Posto Alfandegário do Parque Industrial Transfronteiriço Zhuhai-Macau | Posto Alfandegário do Parque Industrial Transfronteiriço Zhuhai-Macau | Posto Alfandegário do Parque Industrial Transfronteiriço Zhuhai-Macau | Posto Alfandegário do Parque Industrial Transfronteiriço Zhuhai-Macau | Posto Alfandegário do Parque Industrial Transfronteiriço Zhuhai-Macau |                                               |                                               |                                               |                                               |                                                                   |                                                                   |                                                                   |                                                                   |                                                                   |                                                                   |                                                |                                                | Posto Alfandegário de Terminal Marítimo de Passageiros de Taipa                       | Posto Alfandegário de Terminal Marítimo de Passageiros de Taipa                       | Posto Alfandegário de Terminal Marítimo de Passageiros de Taipa                       | Posto Alfandegário de Terminal Marítimo de Passageiros de Taipa                       | Posto Alfandegário de Terminal Marítimo de Passageiros de Taipa                       | Posto Alfandegário de Terminal Marítimo de Passageiros de Taipa                       |                                        |                                        |                                  |                                  |                                  |                                  |                                  |                                  |                                  |                                  |                                    |                                    |                                    |                                    |                                    |                                    |                                 |                                 |                                                |                                                |                                                |                                                |                                                |                                                |                                               |                                               |                                               |                                               |                               |                               |                                          |                                          |                                          |                                          |                                          |                                          |                    |                    |  |  |  |  |  |  |  |  |  |  |  |  |  |  |  |  |  |  |  |  |  |  |  |  |  |  |  |  |  |  |  |  |  |  |
|                                    |                                    |                                    |                                    |                                                                       |                                                                       |                                                                       |                                                                       |                                                                       |                                                                       |                                               |                                               |                                               |                                               |                                                                   |                                                                   |                                                                   |                                                                   |                                                                   |                                                                   |                                                |                                                |                                                                                       |                                                                                       |                                                                                       |                                                                                       |                                                                                       |                                                                                       |                                        |                                        |                                  |                                  |                                  |                                  |                                  |                                  |                                  |                                  |                                    |                                    |                                    |                                    |                                    |                                    |                                 |                                 |                                                |                                                |                                                |                                                |                                                |                                                |                                               |                                               |                                               |                                               |                               |                               |                                          |                                          |                                          |                                          |                                          |                                          |                    |                    |  |  |  |  |  |  |  |  |  |  |  |  |  |  |  |  |  |  |  |  |  |  |  |  |  |  |  |  |  |  |  |  |  |  |
|                                    |                                    |                                    |                                    | Posto Alfandegário de Macau da Ponte Hong Kong-Zhuhai-Macau           |                                                                       |                                                                       |                                                                       |                                                                       |                                                                       |                                               |                                               |                                               |                                               |                                                                   |                                                                   |                                                                   |                                                                   |                                                                   |                                                                   |                                                |                                                |                                                                                       |                                                                                       |                                                                                       |                                                                                       |                                                                                       |                                                                                       |                                        |                                        |                                  |                                  |                                  |                                  |                                  |                                  |                                  |                                  |                                    |                                    |                                    |                                    |                                    |                                    |                                 |                                 |                                                |                                                |                                                |                                                |                                                |                                                |                                               |                                               |                                               |                                               |                               |                               |                                          |                                          |                                          |                                          |                                          |                                          |                    |                    |  |  |  |  |  |  |  |  |  |  |  |  |  |  |  |  |  |  |  |  |  |  |  |  |  |  |  |  |  |  |  |  |  |  |
|                                    |                                    |                                    |                                    |                                                                       |                                                                       |                                                                       |                                                                       |                                                                       |                                                                       |                                               |                                               |                                               |                                               |                                                                   |                                                                   |                                                                   |                                                                   |                                                                   |                                                                   |                                                |                                                |                                                                                       |                                                                                       |                                                                                       |                                                                                       |                                                                                       |                                                                                       |                                        |                                        |                                  |                                  |                                  |                                  |                                  |                                  |                                  |                                  |                                    |                                    |                                    |                                    |                                    |                                    |                                 |                                 |                                                |                                                |                                                |                                                |                                                |                                                |                                               |                                               |                                               |                                               |                               |                               |                                          |                                          |                                          |                                          |                                          |                                          |                    |                    |  |  |  |  |  |  |  |  |  |  |  |  |  |  |  |  |  |  |  |  |  |  |  |  |  |  |  |  |  |  |  |  |  |  |

## História
- 1822 – Fundação da Capitania dos Portos
- 1861 – Criação do Corpo de Polícia de Macau, Secção Marítima
- 1868 – Criação da Polícia do Mar, ficando na dependência do capitão do porto
- 1957 – Criação da Polícia Marítima e Fiscal1822
- 1975 – Criação das Forças de Segurança de Macau (FSM)1822
- 1976 – Polícia Marítima e Fiscal ficou sob o comando único das FSM1822
- 2001 – Extinção da Polícia e Fiscal e criação dos Serviços de Alfândega da Região Administrativa Especial de Macau da República Popular da China

## Mandatos de cada Director-geral
1. Choi Lai Hang (20 de Dezembro de 1999 a 19 de Dezembro de 2014)
2. Lai Man Wa (20 de Dezembro de 2014 a 30 de Outubro de 2015 (Falecida durante o mandato) )
3. Wong Sio Chak (Acumulação das funções a partir de 30 de Outubro de 2015)
4. Vong Iao Iek (22 de Fevereiro de 2016 a 19 de Dezembro de 2019)
5. Vong Man Chong (20 de Dezembro de 2019 até ao presente)

## Categoria
- Director-geral
- Subdirector-geral
- Adjunto
- Intendente Alfandegário
- Subintendente Alfandegário
- Comissário Alfandegário
- Subcomissário Alfandegário
- Inspector Alfandegário
- Subinspector Alfandegário
- Verificador Principal Alfandegário
- Verificador de Primeira Alfandegário
- Verificador Alfandegário

## Honras
- Em 2005, o Departamento da Propriedade Intelectual foi concedido a Medalha de Valor pelo Governo de Macau [19].
- Em 2017, a Equipa de Mergulhadores foi concedida a Medalha de Valor pelo Governo de Macau [20].

## Equipamentos
- Áustria: Glock 17
- Estados Unidos: Smith & Wesson Model 10

## Referêncais
1. ↑  «Serviços de Alfândega da Região Administrativa Especial de Macau da República Popular da China». Portal do Governo da RAE de Macau. Consultado em 9 de setembro de 2020
2. ↑  «Imprensa Oficial - Lei n.º 11/2001». bo.io.gov.mo. Consultado em 9 de setembro de 2020
3. ↑  «Imprensa Oficial - Regulamento Administrativo n.º 21/2001». bo.io.gov.mo. Consultado em 9 de setembro de 2020
4. ↑  «Imprensa Oficial - Lei n.º 1/2002». bo.io.gov.mo. Consultado em 9 de setembro de 2020
5. ↑  «Imprensa Oficial - Lei n.º 9/2002». bo.io.gov.mo. Consultado em 9 de setembro de 2020
6. ↑  «Imprensa Oficial - Lei n.º 3/2003». bo.io.gov.mo. Consultado em 9 de setembro de 2020
7. ↑  «Imprensa Oficial - Regulamento Administrativo n.º 4/2003». bo.io.gov.mo. Consultado em 9 de setembro de 2020
8. ↑  «Imprensa Oficial - Despachos CE». bo.io.gov.mo. Consultado em 9 de setembro de 2020
9. ↑  «Imprensa Oficial - Regulamento Administrativo n.º 1/2004». bo.io.gov.mo. Consultado em 9 de setembro de 2020
10. ↑  «Imprensa Oficial - Lei n.º 4/2006». bo.io.gov.mo. Consultado em 9 de setembro de 2020
11. ↑  «Imprensa Oficial - Lei n.º 2/2008». bo.io.gov.mo. Consultado em 9 de setembro de 2020
12. ↑  «Imprensa Oficial - Regulamento Administrativo n.º 8/2008». bo.io.gov.mo. Consultado em 9 de setembro de 2020
13. ↑  «Imprensa Oficial - Regulamento Administrativo n.º 14/2008». bo.io.gov.mo. Consultado em 9 de setembro de 2020
14. ↑  «Imprensa Oficial - Regulamento Administrativo n.º 25/2008». bo.io.gov.mo. Consultado em 9 de setembro de 2020
15. ↑  «Imprensa Oficial - Ordem Executiva n.º 44/2010». bo.io.gov.mo. Consultado em 9 de setembro de 2020
16. ↑  «Imprensa Oficial - Regulamento Administrativo n.º 4/2011». bo.io.gov.mo. Consultado em 9 de setembro de 2020
17. ↑  «Imprensa Oficial - Ordem Executiva n.º 65/2013». bo.io.gov.mo. Consultado em 9 de setembro de 2020
18. ↑  «Imprensa Oficial - Lei n.º 6/2017». bo.io.gov.mo. Consultado em 9 de setembro de 2020
19. ↑  «Imprensa Oficial - Ordem Executiva n.º 84/2005». bo.io.gov.mo. Consultado em 10 de setembro de 2020
20. ↑  «Imprensa Oficial - Ordem Executiva n.º 26/2018». bo.io.gov.mo. Consultado em 10 de setembro de 2020